# 下十字架 (拉斐尔)
《下十字架》（義大利語：Deposizione di Cristo），是意大利文艺复兴时期画家拉斐尔的一幅木板油画，绘于1507年。现藏于罗马博尔盖塞美术馆。 这幅画尺寸为 184 x 176 厘米。